# مرغ سوخاری جنوبی
با مرغ سوخاری اشتباه نشود.
مرغ سوخاری جنوبی (انگلیسی: Fried chicken) یک غذای سنتی آمریکایی است که در جنوب این کشور بسیار محبوب است. این غذا از تکه‌های مرغ که معمولاً با استخوان و پوست تهیه می‌شود، تشکیل شده است. تکه‌های مرغ ابتدا در دوغ کره (مایعی که پس از کره‌گیری از خامه جدا می‌شود) خوابانده می‌شوند که باعث تردی و طعم‌دار شدن آن می‌شود. سپس، مرغ در مخلوطی از آرد و ادویه‌های مختلف غلتانده شده و در روغن داغ سرخ می‌شود تا زمانی که طلایی و ترد شود. مرغ سوخاری جنوبی به دلیل طعم لذیذ، بافت ترد و ادویه‌های خاص خود شهرت دارد و معمولاً به همراه غذاهای جانبی مانند سیب‌زمینی پوره، سبزیجات پخته یا سالاد سرو می‌شود.